# Resina sintètica
Les resines sintètiques són materials amb una característica d'interès similar a les resines naturals de plantes: són líquids viscosos que són capaços d'endurir permanentment. Per altra banda, químicament són molt diferents dels diversos compostos resinosos secretats per les plantes (vegeu resina per a la discussió dels productes naturals).
Existeixen diversos tipus de sintètics. Alguns estan fabricats per esterificació o ensabonat de compostos orgànics. Altres són plàstics termoestables en què s'aplica la "resina" al reactiu o al producte, o a ambdues coses. La "resina" es pot aplicar a un dels dos monòmers en un copolímer (l'altre és anomenat un "enduridor", com en les resines epoxi). Per a aquells plàstics termoestables que requereixen només un monòmer, el monòmer de compost és la "resina". Per exemple, el metacrilat de metil líquid sovint s'anomena la "resina" o "resina colada" mentre està en estat líquid, abans que es polimeritza i "fixa". Després de l'ajust, el PMMA resultant se li canvia sovint al nom a vidre acrílic, o "acrílic". (Aquest és el mateix material anomenat plexiglàs i Lucite).

## Tipus de resines
La varietat clàssica és la resina epoxi, la qual s'obté mitjançant reaccions de polimerització-poliaddició o policondensació. Aquesta varietat s'utilitzava com a polímer termoestable per adhesius i compòsits. La resina epoxi és dues vegades més forta que el formigó, sense esquerdes i resistent a l'aigua. Conseqüentment, des dels anys 60 ha estat sovint utilitzada com a revestiment per a terres. Tot i això, des de l'any 2000, les resines epoxi i de poliuretà s'utilitzen també en interiors, sobretot a l'Est d'Europa.
La resina sintètica fosa que s'utilitza per incrustar objectes consisteix, simplement, en polimetil metacrilat (PMMA) líquid, en el qual s'hi afegeix i es barreja un catalitzador polimerític, cosa que provoca una polimerització. Aquesta crea un bloc plàstic de PMMA “vidre acrílic” que sosté l'objecte que es vol visualitzar en un bloc transparent.
Un altre polímer sintètic és la resina acetal. En contrast amb altres resines sintètiques té una estructura de cadena simple amb una unitat repetitiva de la forma -[CH2O]-.
Els intercanvis iònics de les resines s'utilitzen en la purificació de l'aigua i en la catàlisi de les reaccions orgàniques. Certs intercanvis iònics s'utilitzen en la indústria farmacèutica per captar àcid biliar, principalment com a agents hipolipidèmics, tot i que també poden ser utilitzats amb altres finalitats com, per exemple, disminuir el colesterol.
Els dissolvents de resines impregnades són partícules de resines poroses que contenen un líquid addicional dins el porus de la seva matriu que millora la capacitat de les partícules de resina.
Una gran varietat de resines, les quals constitueixen el 75% de les resines utilitzades, són resines de polièster insaturat.